# Lisle-sur-Tarn
 Lisle-sur-Tarn  (en occitano L'Illa (d'Albigés)) es una población y comuna francesa, ubicada en la región de Mediodía-Pirineos, departamento de Tarn, en el distrito de Albi. Es el chef-lieu y mayor población del cantón de Lisle-sur-Tarn.

## Demografía
| 3308 | 3376 | 3385 | 3413 | 3588 | 3683 |
| Para los censos de 1962 a 1999 la población legal corresponde a la población sin duplicidades (Fuente: INSEE [Consultar]) |      |      |      |      |      |

## Ciudades hermanadas
- Borja , España.